# Lakshmana

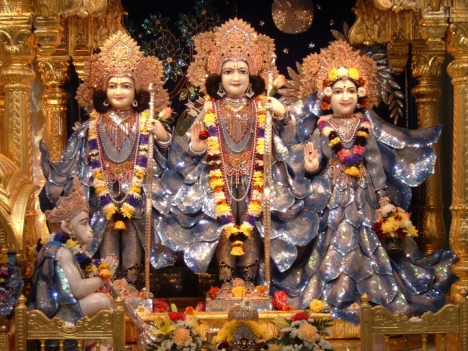

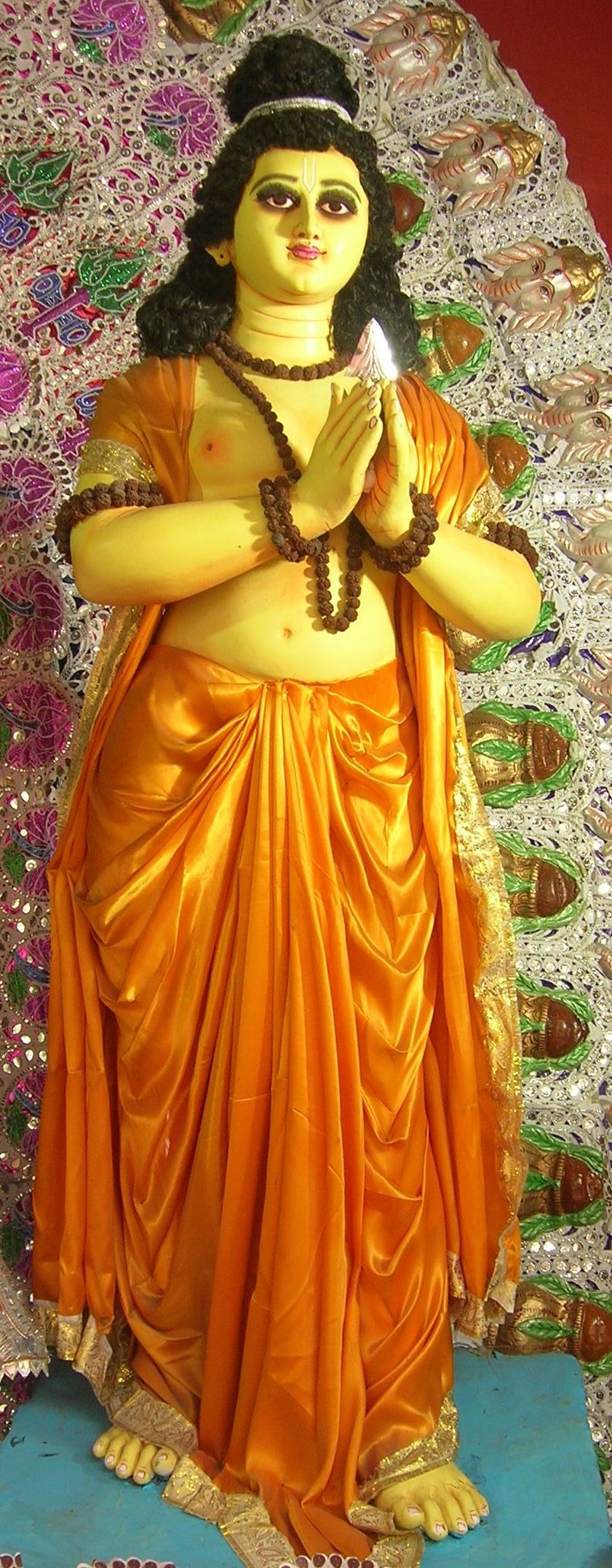

Lakshmana (sânscrito: लक्ष्मण; IAST Lakṣmaṇa) era o irmão e companheiro próximo de Rama, e herói do famoso épico 'Ramayana'. Num certo número de tradições hindus, Lakshmana é considerado avatara, em uma forma secundária à aparição principal de Rama. Em algumas tradições hindus, ele é adorado como um avatar de Shesha. O nome também pode ser escrito como Lakshman ou Laxman.

## Nascimento e família
Lakshmana é o irmão gêmeo de Shatrughna, nascido em Ayodhya, de Sumitra, a segunda esposa de Dasaratha, rei de Côssala. Então, Rama é o mais velho, Bharata é o segundo, Lakshmana é o terceiro, e Shatrughna é o mais jovem dos quatro irmãos. Apesar de ser o gêmeo de Shatrughna, Lakshmana é especialmente apegado a Rama, e os dois são inseparáveis. Quando Rama se casou com Sita, Lakshmana se casou com a irmã mais nova de Sita, Urmila.

## Com Rama
Nas escrituras purânicas, Lakshmana é descrito como uma encarnação de Ananta Shesha, o Naga de mil cabeças sobre o qual descansa o deus Vishnu no oceano primordial de leite (Kshirasagara). O Senhor das Serpentes, Sheshanaga, foi encarnado na terra na forma de Lakshmana, e, durante o Dwapara Yuga, ele encarnou como Balarama. Ele é dito de ser um companheiro eterno de Vishnu em todas as encarnações.
Lakshmana é parte do Mariyada Purshottamm, ou O Homem Perfeito personificado por Rama, pela sua firme lealdade, amor e compromisso ao seu irmão mais velho nos tempos de alegria e adversidade. Ele é um guerreiro invencível compromissado com a virtude e o serviço do seu irmão. Ele nunca deseja o trono de Ayodhya, nem hesita de se juntar ao seu irmão no exílio, mesmo sem ter que fazê-lo.

## Durante o exílio
No seu exílio, quando Bharata entra na floresta com a companhia real para persuadir Rama a retornar e governar Ayodhya, Lakshmana inicialmente confunde as suas intenções; ele chega à conclusão de que Bharata estava abordando Rama com intenções maliciosas. Rama, contudo, sabe do amor de Bharata por ele e explica ao Lakshmana que Bharata nunca tentaria fazer-lhe algum mal.
Lakshmana serve a Rama e Sita reverentemente durante o exílio, construindo-lhes uma casa na floresta e devotamente ficando de guarda durante a noite, e acompanhando-lhes nas cansativas jornadas e longas passagens da vida solitária na floresta sem nenhuma reclamação ou preocupação consigo mesmo.

## O 'Rekha' de Lakshmana
Quando Sita pede a Rama para buscar o cervo mágico dourado para ela, Rama pede a Lakshmana para proteger Sita e a sua casa, e tomar cuidado especial, já que ele tinha maus pressentimentos e sentia mau e perigo. O cervo dourado é, na verdade, o demônio Maricha, que deveria distrair Rama e Lakshmana, para permitir que Ravana sequestrasse Sita.
Quando Rama mata o cervo, mesmo enquanto está morrendo, Maricha grita na própria voz de Rama, chamando por Sita e Lakshmana para ajudá-lo. Embora Lakshmana saiba que Rama é invencível e além de qualquer perigo, Sita entra em pânico e ordena que Lakshmana vá ajudar Rama imediatamente. Sem poder desobedecer a assustada Sita, e genuinamente começando a temer pela segurança de Rama, Lakshmana vai em sua procura. Ele, no entanto, usa o seu poder místico para desenhar o Lakshmana Rekha ou Limite de Lakshmana, uma linha ao redor da cabana que Sita não pode cruzar, e ninguém, exceto Lakshmana ou Rama, poderiam entrar sem pedir. Se qualquer intruso entrasse, seria morto instantaneamente.
Sita, no entanto, devido à compulsão de dever religioso e compaixão por um pobre brahmin, que é, na realidade, o Ravana disfarçado, cruza a linha para lhe dar esmolas. Então, Ravana captura Sita.
O Lakshmana Rekha se tornou metáfora em situações em que um certo limite não deve ser ultrapassado por seres humanos em nenhuma circunstância.

## Proezas na guerra
Lakshmana é considerado um poderoso guerreiro, quase igual ao Rama. Na guerra contra Ravana e o seu exército de rakshasas, Lakshmana mata milhares de demônios poderosos como Atikaya e Prahasta, os comandantes chefe de Ravana, e o seu filho Indrajit. Com Rama, ele também mata Kumbhakarna, o grande rakshasa gigante.

### Injúria e recuperação
Durante a batalha para resgatar Sita, Lakshmana é severamente danificado por uma arma mística disparada por Indrajit, fazendo ele ficar inconsciente e quase morto. Rama e os outros ficam chocados e tristes, quando o médico do exército explica que só com a erva especial sanjivani que cresce na montanha Dronagiri no Himalaia, Lakshmana poderia ser reavivado e trazido de volta à vida.
Hanuman, o grande vanara seguidor de Rama, voa por toda a extensão de Bharat para chegar às montanhas do Himalaia. Incapaz de encontrar a erva mágica, e sabendo que não havia tempo a perder, Hanuman usa o seu incrível poder para levantar a montanha inteira e levá-la ao Lanka, o cenário da batalha. A erva mágica é encontrada e Lakshmana é reavivado.

### Morte de Indrajit
Mais tarde na batalha, Lakshmana luta e mata Indrajit. O seu assassínio de Indrajit foi considerado uma reviravolta importante da guerra, pois esse era quase invencível, tendo dominado Indra, o próprio rei dos céus. A proeza física de Indrajit foi ilustrada através do uso de Lakshamana de meios não ortodoxos para matá-lo.

## Legado
Lakshmana é venerado pela sua devoção absoluta a Rama. O seu desempenho dos seus deveres como um irmão mais novo é considerado um sacrifício e uma superioridade de caráter, já que tais deveres são especialmente duros de se fazer em situações adversas. A vida de Lakshmana simboliza os deveres de um homem aos mais velhos e superiores, e o quanto grandemente valorizado é o altruísmo no caráter de um homem.
Enquanto ele é geralmente considerado de ter temperamento curto em relação ao Rama, Lakshmana é também considerado um importante elemento de Mariyada Purushottama, mostrando grande coragem e presença de mente quando Rama fica distraído, zangado e desesperado sobre a perda de Sita — é uma mostra não característica de desespero, um Rama furioso e quase sem esperaças, sem saber do destino de Sita, está prestes a disparar uma arma capaz de trazer vasta devastação à vida; Lakshmana pára Rama, o acalma, o explica que o mundo não é responsável pela sua separação de Sita, e o consola e encoraja o seu justo irmão, enquanto lhe dá apoio e forças para continuar procurando por ela.